# Câu lạc bộ bóng đá Than Quảng Ninh
Câu lạc bộ bóng đá Than Quảng Ninh (tiếng Anh: Than Quang Ninh Football Club) từng là một câu lạc bộ bóng đá chuyên nghiệp có trụ sở tại thành phố Cẩm Phả, tỉnh Quảng Ninh, Việt Nam.

## Lịch sử
Vào ngày 24 tháng 4 năm 1956, khu ủy Hồng Quảng đã tập hợp một số thanh niên biết chơi bóng đá để thành lập Đội bóng đá Thanh niên Hồng Quảng. Những thành công đầu tiên của đội bóng là chức vô địch giải bóng đá hạng C miền Bắc năm 1956, vô địch hạng B năm 1959 và hai chức vô địch hạng A của Tổng Công đoàn và toàn miền Bắc những năm 1961–1962. Sau khi Hồng Quảng và Hải Ninh được sáp nhập thành tỉnh Quảng Ninh vào năm 1963, đội được đổi tên thành Đội bóng đá Than Quảng Ninh vào năm 1964 và tiếp tục giành được ngôi á quân miền Bắc năm 1969, hạng 4 toàn quốc năm 1982.
Năm 1990, đội bóng có tên gọi mới là Đội bóng đá Công nhân Quảng Ninh, giành quyền thăng hạng các đội mạnh toàn quốc. Sau khi kết thúc Giải bóng đá Các đội mạnh Toàn quốc lần thứ 2 vào năm 1991, đội Công nhân Quảng Ninh xin tự xuống hạng và giải thể, và đến năm 1994 thì tái thành lập đội bóng với tên gọi mới Đội bóng đá Công nhân Hạ Long. Từ năm 1997, đội bóng Quảng Ninh thi đấu ở giải hạng Nhì Quốc gia, và chính thức giành quyền thi đấu ở giải hạng Nhất sau mùa bóng phân loại hạng đấu mới của bóng đá Việt Nam 1999–2000.
Kết thúc mùa giải 2000–2001, Quảng Ninh xếp thứ 12/12 và phải xuống thi đấu ở giải hạng Nhì, và chỉ sau một mùa giải đội lại tiếp tục bị giáng xuống hạng Ba. Hai mùa giải 2003 và 2004, Than Quảng Ninh thi đấu  ở giải hạng Ba quốc gia và chỉ thăng hạng trở lại giải hạng Nhì vào năm 2005, cùng năm này đội được chuyển giao cho Tập đoàn Công nghiệp Than Khoáng sản Việt Nam quản lý. Ở mùa giải kế tiếp, đội đoạt ngôi vị á quân và giành quyền thăng hạng Nhất mùa bóng 2007.
Đội bắt đầu thi đấu tại V.League từ năm 2014 sau khi đã giành ngôi á quân giải hạng Nhất mùa bóng trước đó. Năm 2016, đội giành được cú đúp vô địch Cúp Quốc gia và Siêu cúp Quốc gia trước đối thủ câu lạc bộ Hà Nội. Năm 2017, Than Quảng Ninh lần đầu tiên tham dự vòng bảng AFC Cup. Năm 2019, Than Quảng Ninh lần đầu tiên đoạt huy chương đồng tại V.League.
Ngày 25 tháng 8 năm 2021, câu lạc bộ Than Quảng Ninh tuyên bố dừng toàn bộ hoạt động do vấn đề tài chính, tất cả các cầu thu của đội đều bị thanh lý. Năm 2022, đội bóng đã chính thức bị FIFA, AFC và VFF cấm tham dự giải Vô địch Quốc gia.

## Trang phục thi đấu
| Giai đoạn | Hãng áo đấu | Nhà tài trợ in lên áo 1 | Nhà tài trợ in lên áo 2 |
| --------- | ----------- | ----------------------- | ----------------------- |
| 2013-2015 | không có    | không có                | không có                |
| 2016      | Joma        | Vinacomin               | SHB                     |
| 2017-2018 | Joma        | Vinacomin               | không có                |
| 2019      | Joma        | Vinacomin               | Asanzo                  |
| 2020-2021 | Joma        | Vinacomin               | không có                |

## Thành tích thi đấu

### Thành tích trong nước
| Thành tích của Than Quảng Ninh tại Giải Vô địch Quốc gia (V.League 1) | Thành tích của Than Quảng Ninh tại Giải Vô địch Quốc gia (V.League 1) | Thành tích của Than Quảng Ninh tại Giải Vô địch Quốc gia (V.League 1) | Thành tích của Than Quảng Ninh tại Giải Vô địch Quốc gia (V.League 1) | Thành tích của Than Quảng Ninh tại Giải Vô địch Quốc gia (V.League 1) | Thành tích của Than Quảng Ninh tại Giải Vô địch Quốc gia (V.League 1) | Thành tích của Than Quảng Ninh tại Giải Vô địch Quốc gia (V.League 1) | Thành tích của Than Quảng Ninh tại Giải Vô địch Quốc gia (V.League 1) | Thành tích của Than Quảng Ninh tại Giải Vô địch Quốc gia (V.League 1) |
| Năm                                                                   | Thành tích                                                            | Số trận                                                               | Thắng                                                                 | Hòa                                                                   | Thua                                                                  | Bàn thắng                                                             | Bàn thua                                                              | Điểm số                                                               |
| --------------------------------------------------------------------- | --------------------------------------------------------------------- | --------------------------------------------------------------------- | --------------------------------------------------------------------- | --------------------------------------------------------------------- | --------------------------------------------------------------------- | --------------------------------------------------------------------- | --------------------------------------------------------------------- | --------------------------------------------------------------------- |
| V.League 2020                                                         | Thứ 4                                                                 | 20                                                                    | 9                                                                     | 4                                                                     | 7                                                                     | 27                                                                    | 26                                                                    | 31                                                                    |
| V.League 2019                                                         | Thứ 3                                                                 | 26                                                                    | 10                                                                    | 9                                                                     | 7                                                                     | 41                                                                    | 33                                                                    | 39                                                                    |
| V.League 2018                                                         | Thứ 5                                                                 | 26                                                                    | 9                                                                     | 8                                                                     | 9                                                                     | 39                                                                    | 37                                                                    | 35                                                                    |
| V.League 2017                                                         | Thứ 4                                                                 | 26                                                                    | 12                                                                    | 7                                                                     | 7                                                                     | 42                                                                    | 34                                                                    | 43                                                                    |
| V.League 2016                                                         | Thứ 4                                                                 | 26                                                                    | 13                                                                    | 5                                                                     | 8                                                                     | 39                                                                    | 31                                                                    | 44                                                                    |
| V.League 2015                                                         | Thứ 4                                                                 | 26                                                                    | 13                                                                    | 3                                                                     | 10                                                                    | 39                                                                    | 31                                                                    | 42                                                                    |
| V.League 2014                                                         | Thứ 6                                                                 | 22                                                                    | 9                                                                     | 2                                                                     | 11                                                                    | 43                                                                    | 44                                                                    | 29                                                                    |

| Thành tích của Than Quảng Ninh tại Cúp Quốc gia | Thành tích của Than Quảng Ninh tại Cúp Quốc gia | Thành tích của Than Quảng Ninh tại Cúp Quốc gia | Thành tích của Than Quảng Ninh tại Cúp Quốc gia | Thành tích của Than Quảng Ninh tại Cúp Quốc gia | Thành tích của Than Quảng Ninh tại Cúp Quốc gia | Thành tích của Than Quảng Ninh tại Cúp Quốc gia |
| Năm                                             | Vòng                                            | Đối thủ                                         | Kết quả (TQN bên trái)                          | Kết quả (TQN bên trái)                          | Kết quả (TQN bên trái)                          | Thành tích                                      |
| Năm                                             | Vòng                                            | Đối thủ                                         | Sân nhà                                         | Sân khách                                       | Chung cuộc                                      | Thành tích                                      |
| ----------------------------------------------- | ----------------------------------------------- | ----------------------------------------------- | ----------------------------------------------- | ----------------------------------------------- | ----------------------------------------------- | ----------------------------------------------- |
| 2020                                            | Vòng bán kết                                    | Viettel                                         | 1 - 2                                           | 1 - 2                                           | 1 - 2                                           | Hạng ba                                         |
| 2020                                            | Vòng tứ kết                                     | Hồng Lĩnh Hà Tĩnh                               | 3 - 2                                           | 3 - 2                                           | 3 - 2                                           | Hạng ba                                         |
| 2020                                            | Vòng 1/8                                        | Nam Định                                        | 2 - 2 (Pen 5-4)                                 | 2 - 2 (Pen 5-4)                                 | 2 - 2 (Pen 5-4)                                 | Hạng ba                                         |
| 2017                                            | Vòng tứ kết                                     | SHB Đà Nẵng                                     | 0 - 3                                           | 1 - 1                                           | 1 - 4                                           | Vòng tứ kết                                     |
| 2017                                            | Vòng 1/8                                        | Bình Phước                                      | 2 - 0                                           | 2 - 0                                           | 2 - 0                                           | Vòng tứ kết                                     |
| 2016                                            | Vòng chung kết                                  | Hà Nội T&T                                      | 4 - 4                                           | 2 - 1                                           | 6 - 5                                           | Vô địch                                         |
| 2016                                            | Vòng bán kết                                    | Becamex Bình Dương                              | 0 - 0                                           | 1 - 1                                           | 1 - 1 (Thắng nhờ luật BTSK)                     | Vô địch                                         |
| 2016                                            | Vòng tứ kết                                     | Long An                                         | 1 - 1                                           | 2 - 2                                           | 3 - 3 (Thắng nhờ luật BTSK)                     | Vô địch                                         |
| 2016                                            | Vòng 1/8                                        | Đồng Tháp                                       | 2 - 0                                           | 2 - 0                                           | 2 - 0                                           | Vô địch                                         |
| 2016                                            | Vòng loại                                       | Bình Phước                                      | 2 - 0                                           | 2 - 0                                           | 2 - 0                                           | Vô địch                                         |
| 2015                                            | Vòng 1/8                                        | Hà Nội T&T                                      | 2 - 5                                           | 2 - 5                                           | 2 - 5                                           | Vòng 1/8                                        |
| 2015                                            | Vòng loại                                       | CLB Bóng đá Huế                                 | 2 - 2 (Pen 3 - 2)                               | 2 - 2 (Pen 3 - 2)                               | 2 - 2 (Pen 3 - 2)                               | Vòng 1/8                                        |
| 2014                                            | Vòng tứ kết                                     | Hoàng Anh Gia Lai                               | 2 - 2 (Pen 3 - 4)                               | 2 - 2 (Pen 3 - 4)                               | 2 - 2 (Pen 3 - 4)                               | Vòng tứ kết                                     |
| 2014                                            | Vòng 1/8                                        | Sana Khánh Hòa BVN                              | 2 - 1                                           | 2 - 1                                           | 2 - 1                                           | Vòng tứ kết                                     |
| 2013                                            | Vòng 1/8                                        | XM The Vissai Ninh Bình                         | 1 - 2                                           | 1 - 2                                           | 1 - 2                                           | Vòng 1/8                                        |
| 2012                                            | Vòng loại                                       | XSKT Cần Thơ                                    | 1 - 1 (Pen 2 - 4)                               | 1 - 1 (Pen 2 - 4)                               | 1 - 1 (Pen 2 - 4)                               | Vòng loại                                       |
| 2011                                            | Vòng 1/8                                        | Khatoco Khánh Hòa                               | 1 - 2                                           | 1 - 2                                           | 1 - 2                                           | Vòng 1/8                                        |
| 2011                                            | Vòng loại                                       | Hà Nội ACB                                      | 1 - 1 (Pen 3 - 2)                               | 1 - 1 (Pen 3 - 2)                               | 1 - 1 (Pen 3 - 2)                               | Vòng 1/8                                        |
| 2010                                            | Vòng loại                                       | Viettel                                         | 0 - 2                                           | 0 - 2                                           | 0 - 2                                           | Vòng loại                                       |
| 2009                                            | Vòng loại                                       | Quân khu 4                                      | 0 - 1                                           | 0 - 1                                           | 0 - 1                                           | Vòng loại                                       |
| 2008                                            | Vòng 1/8                                        | Đạm Phú Mỹ Nam Định                             | 0 - 0 (Pen 2 - 4)                               | 0 - 0 (Pen 2 - 4)                               | 0 - 0 (Pen 2 - 4)                               | Vòng 1/8                                        |
| 2008                                            | Vòng loại                                       | Huda Huế                                        | 4 - 0                                           | 4 - 0                                           | 4 - 0                                           | Vòng 1/8                                        |
| 2007                                            | Vòng loại                                       | Huda Huế                                        | 0 - 0 (Pen 3 - 4)                               | 0 - 0 (Pen 3 - 4)                               | 0 - 0 (Pen 3 - 4)                               | Vòng loại                                       |
| 2003                                            | Vòng loại                                       | Quân khu 4                                      | 1 - 3                                           | 1 - 3                                           | 1 - 3                                           | Vòng loại                                       |
| 2001 - 2002                                     | Vòng loại                                       | Công an Hải Phòng                               | 1 - 3                                           | 1 - 3                                           | 1 - 3                                           | Vòng loại                                       |
| 2000 - 2001                                     | Vòng loại                                       | ACB                                             | 1 - 2                                           | 0 - 2                                           | 1 - 4                                           | Vòng loại                                       |
| 1999 - 2000                                     | Vòng loại                                       | Nam Định                                        | 1 - 1                                           | 1 - 3                                           | 2 - 4                                           | Vòng loại                                       |

| Thành tích của Than Quảng Ninh tại Siêu cúp Bóng đá Quốc gia | Thành tích của Than Quảng Ninh tại Siêu cúp Bóng đá Quốc gia | Thành tích của Than Quảng Ninh tại Siêu cúp Bóng đá Quốc gia | Thành tích của Than Quảng Ninh tại Siêu cúp Bóng đá Quốc gia | Thành tích của Than Quảng Ninh tại Siêu cúp Bóng đá Quốc gia | Thành tích của Than Quảng Ninh tại Siêu cúp Bóng đá Quốc gia |
| Năm                                                          | Tham dự với tư cách                                          | Đối thủ                                                      | Sân                                                          | Tỷ số                                                        | Thành tích                                                   |
| ------------------------------------------------------------ | ------------------------------------------------------------ | ------------------------------------------------------------ | ------------------------------------------------------------ | ------------------------------------------------------------ | ------------------------------------------------------------ |
| 2016                                                         | Vô địch Cúp Quốc gia 2016                                    | Hà Nội FC                                                    | Hàng Đẫy                                                     | 3 - 3 (Pen 4 - 2)                                            | Vô địch                                                      |

| Thành tích của Than Quảng Ninh tại Giải hạng Nhất Quốc gia (V.League 2) | Thành tích của Than Quảng Ninh tại Giải hạng Nhất Quốc gia (V.League 2) | Thành tích của Than Quảng Ninh tại Giải hạng Nhất Quốc gia (V.League 2) | Thành tích của Than Quảng Ninh tại Giải hạng Nhất Quốc gia (V.League 2) | Thành tích của Than Quảng Ninh tại Giải hạng Nhất Quốc gia (V.League 2) | Thành tích của Than Quảng Ninh tại Giải hạng Nhất Quốc gia (V.League 2) | Thành tích của Than Quảng Ninh tại Giải hạng Nhất Quốc gia (V.League 2) | Thành tích của Than Quảng Ninh tại Giải hạng Nhất Quốc gia (V.League 2) | Thành tích của Than Quảng Ninh tại Giải hạng Nhất Quốc gia (V.League 2) |
| Năm                                                                     | Thành tích                                                              | Số trận                                                                 | Thắng                                                                   | Hòa                                                                     | Thua                                                                    | Bàn thắng                                                               | Bàn thua                                                                | Điểm số                                                                 |
| ----------------------------------------------------------------------- | ----------------------------------------------------------------------- | ----------------------------------------------------------------------- | ----------------------------------------------------------------------- | ----------------------------------------------------------------------- | ----------------------------------------------------------------------- | ----------------------------------------------------------------------- | ----------------------------------------------------------------------- | ----------------------------------------------------------------------- |
| Hạng nhất 2013                                                          | Á quân                                                                  | 14                                                                      | 7                                                                       | 4                                                                       | 3                                                                       | 21                                                                      | 17                                                                      | 25                                                                      |
| Hạng nhất 2012                                                          | Thứ 4                                                                   | 26                                                                      | 10                                                                      | 9                                                                       | 7                                                                       | 37                                                                      | 28                                                                      | 39                                                                      |
| Hạng nhất 2011                                                          | Thứ 4                                                                   | 26                                                                      | 11                                                                      | 9                                                                       | 6                                                                       | 45                                                                      | 37                                                                      | 42                                                                      |
| Hạng nhất 2010                                                          | Á quân                                                                  | 24                                                                      | 12                                                                      | 7                                                                       | 5                                                                       | 38                                                                      | 14                                                                      | 43                                                                      |
| Hạng nhất 2009                                                          | Thứ 7                                                                   | 24                                                                      | 7                                                                       | 9                                                                       | 8                                                                       | 33                                                                      | 10                                                                      | 30                                                                      |
| Hạng nhất 2008                                                          | Thứ 7                                                                   | 26                                                                      | 10                                                                      | 6                                                                       | 10                                                                      | 34                                                                      | 32                                                                      | 36                                                                      |
| Hạng nhất 2007                                                          | Thứ 9                                                                   | 26                                                                      | 8                                                                       | 10                                                                      | 8                                                                       | 26                                                                      | 28                                                                      | 34                                                                      |
| Hạng nhất 2000-2001                                                     | Thứ 12                                                                  | 22                                                                      | 2                                                                       | 8                                                                       | 12                                                                      | 11                                                                      | 45                                                                      | 14                                                                      |

### Thành tích quốc tế
| Thành tích của Than Quảng Ninh tại AFC Cup | Thành tích của Than Quảng Ninh tại AFC Cup | Thành tích của Than Quảng Ninh tại AFC Cup | Thành tích của Than Quảng Ninh tại AFC Cup | Thành tích của Than Quảng Ninh tại AFC Cup | Thành tích của Than Quảng Ninh tại AFC Cup | Thành tích của Than Quảng Ninh tại AFC Cup | Thành tích của Than Quảng Ninh tại AFC Cup | Thành tích của Than Quảng Ninh tại AFC Cup | Thành tích của Than Quảng Ninh tại AFC Cup | Thành tích của Than Quảng Ninh tại AFC Cup | Thành tích của Than Quảng Ninh tại AFC Cup | Thành tích của Than Quảng Ninh tại AFC Cup |
| Năm                                        | Thành tích                                 | Đối thủ                                    | Tỷ số (TQN bên trái)                       | Tỷ số (TQN bên trái)                       | Kết quả                                    | Kết quả                                    | Kết quả                                    | Kết quả                                    | Kết quả                                    | Kết quả                                    | Kết quả                                    | Kết quả                                    |
| Năm                                        | Thành tích                                 | Đối thủ                                    | Sân nhà                                    | Sân khách                                  | ST                                         | T                                          | H                                          | B                                          | BT                                         | BB                                         | HS                                         | Đ                                          |
| ------------------------------------------ | ------------------------------------------ | ------------------------------------------ | ------------------------------------------ | ------------------------------------------ | ------------------------------------------ | ------------------------------------------ | ------------------------------------------ | ------------------------------------------ | ------------------------------------------ | ------------------------------------------ | ------------------------------------------ | ------------------------------------------ |
| 2017                                       | Vòng bảng                                  | Yadanarbon (Myanmar)                       | 1-1                                        | 3-0                                        | 4                                          | 1                                          | 1                                          | 2                                          | 10                                         | 9                                          | +1                                         | 4                                          |
| 2017                                       | Vòng bảng                                  | Home United (Singapore)                    | 4-5                                        | 2-3                                        | 4                                          | 1                                          | 1                                          | 2                                          | 10                                         | 9                                          | +1                                         | 4                                          |

## Danh hiệu
Cúp Quốc gia
- Vô địch: 2016

Siêu cúp Quốc gia
- Vô địch: 2016

Giải hạng Nhất
- Á quân (2): 2010, 2013

Giải trẻ:
- Giải U-21 quốc gia: Huy chương đồng năm 2012, 2016
- Giải U-19 quốc gia: Vô địch năm 2010
- Giải U-15 quốc gia: Vô địch năm 2006

## Cầu thủ nổi bật
- Huỳnh Tuấn Linh
- Nguyễn Tiến Duy
- Nguyễn Hải Huy
- Vũ Minh Tuấn
- Mạc Hồng Quân
- Nghiêm Xuân Tú
- Trịnh Hoa Hùng

## Biểu trưng

Trước 2015
2015 - 25 tháng 8 năm 2021